# Donna Dewey
Donna Dewey (* in Sergeant Bluff, Iowa) ist eine Filmproduzentin und Filmregisseurin. Für A Story of Healing wurde sie 1998 mit dem Oscar für den besten Kurz-Dokumentarfilm ausgezeichnet.

## Leben
Donna Dewey wuchs auf einer Farm in Iowa auf. Sie studierte Fine Arts und später Education an der University of Nebraska-Lincoln und schloss ihre Studien 1969 mit einem Master in Education ab. Hiernach unterrichtete sie drei Jahre in Compton bei Los Angeles, wo sie mit Gangs, sozialen Problemen und Gewalt konfrontiert wurde.
Dewey heiratete in den frühen 1970er Jahren Jim Phelan, mit dem sie nach Colorado zog, wo sie in Denver ein Filmproduktionsunternehmen gründete, mit dem sie Werbe- und Unternehmensfilme drehte. Sie produzierte auch freiberuflich Werbespots für Werbeagenturen. Dabei lernte sie auch Kreativdirektor Rock Obenchain kennen.
Gemeinsam mit Obenchain gründete sie 1985 Dewey-Obenchain Films Inc., um unabhängige Filme, aber auch Werbespots, zu produzieren. Zu ihren Projekten zählte unter anderem die dreiteilige Serie Homeboys, für die Dewey zehn Mitglieder der Bloods und Crips über acht Jahre hinweg begleitete und einen ungeschönten Blick auf das Leben der „Homeboys“ und der Auswirkungen ihres gewählten Lebensstils zeigte. Der Film gewann unter anderem den Grand Prize beim Aspen Filmfest. Weitere Filme behandelten unter anderem Themen wie AIDS oder Drogenkriminalität. 2005 entstand der Film Elijah’s Story, über einen 16 Monate alten Jungen, der von seinem Vater zu Tode geschüttelt wurde. Im Jahr darauf entstand mit Looking for Sunday ihre erste Spielfilmproduktion, in der Michael Weston und Katharine Towne die Hauptrollen übernahmen.
Dewey fungiert auch als Beauftragte für Kunst, Kultur und Film im Büro des Bürgermeisters von Denver.
1998 wurde sie zusammen mit Carol Pasternak für den Kurz-Dokumentarfilm A Story of Healing mit dem Oscar ausgezeichnet. Sie war damit die erste Filmemacherin aus Colorado, die einen Oscar gewann.
Aus ihrer 1985 geschiedenen Ehe mit Jim Phelan ging 1976 ein Sohn hervor. In zweiter Ehe ist Dewey mit dem Künstler Michael Stano verheiratet.

## Filmografie
- 1989: Homeboys: Life and Death in the Hood
- 1990: Family portraits: coping with childhood cancer
- 1997: A Story of Healing (auch Regie)
- 1999: House on Fire: Black America responds to AIDS
- 1999: Coming to life: Stories of Hope, Healing & AIDS
- 1999: Sister’s Keeper: What Every Black Woman Should Know About AIDS
- 1999: Streetfighters: Breaking the Cycle
- 1999: Homeboys: „My Daddy’s in Jail“
- 2002: Chiefs
- 2003: Independent Lens (Fernsehserie, eine Episode)
- 2003: Reading your Rights
- 2005: Elijah’s Story
- 2006: Looking for Sunday
- 2007: Skills Like This
- 2010: Amongst Brothers (auch Regie)
- 2010: Life and Death in the Hood